# Kapelle St. Agatha (Menkhausen)

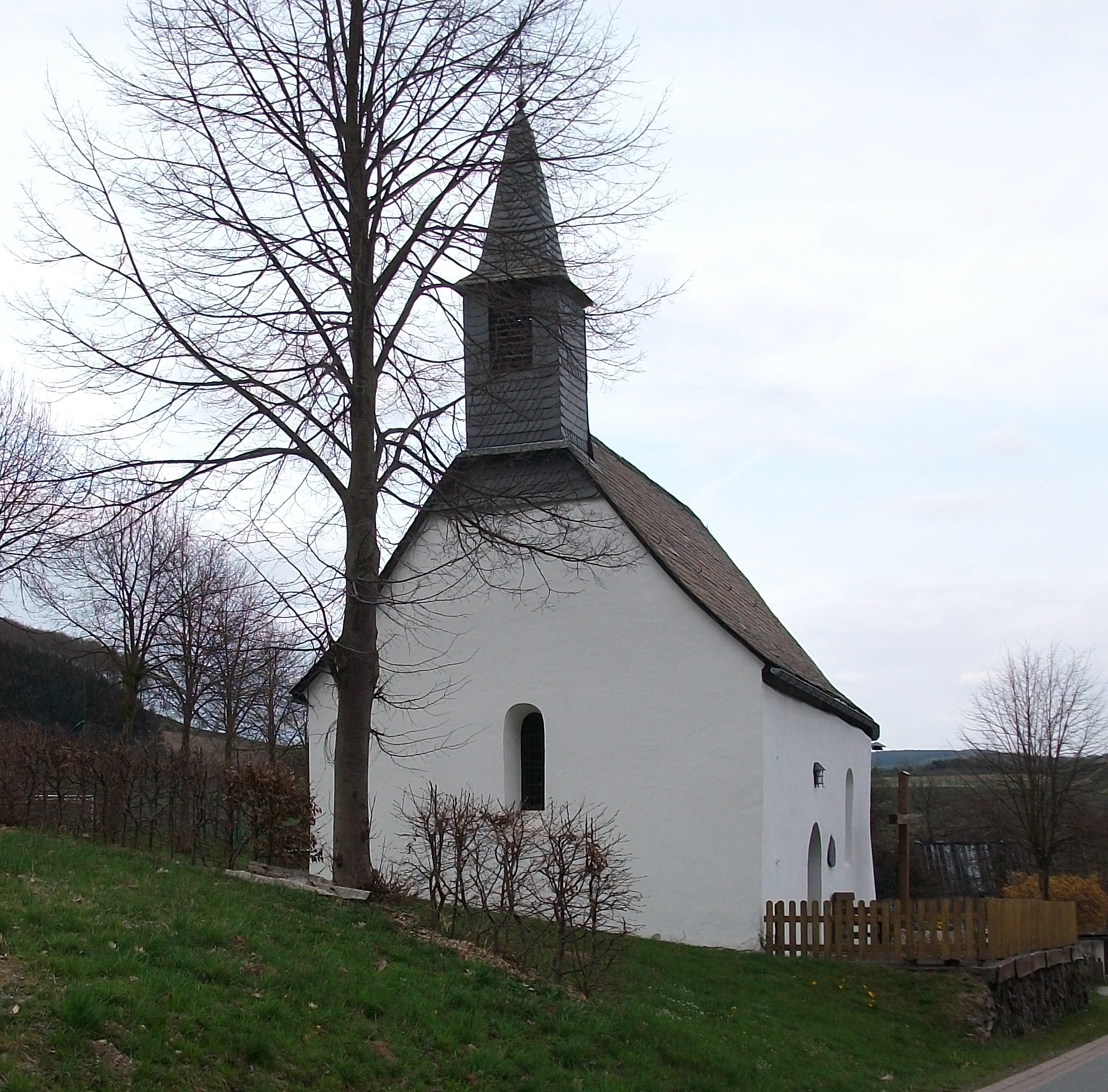
Kapelle St. Agatha

Die katholische St. Agatha Kapelle ist ein denkmalgeschütztes Kirchengebäude in Menkhausen, einem Ortsteil von Schmallenberg im Hochsauerlandkreis (Nordrhein-Westfalen).

## Geschichte
Die denkmalgeschützte Kapelle wurde im Jahr 1667 errichtet. Neben Antonius Dorlar Sabinus beteiligten sich viele Einwohner an den Bauarbeiten. Im Zweiten Weltkrieg wurde die Bronzeglocke eingezogen aber nicht eingeschmolzen. Anschließend wurde sie durch eine metallene Glocke ersetzt. Die ursprüngliche Bronzeglocke wurde 1993 nach einer Reparatur wieder im Turm montiert. Ein Jahr später bekam sie einen elektrischen Antrieb. Der Turm und die Nordseite des Kapellendaches erhielten 1999 ein neues Schieferdach. Der Außenputz des Bruchsteinmauerwerks wurde zuletzt im Jahre 2002 erneuert.

## Architektur
Die einschiffige Kapelle mit 5/8 Chor hat an der Westseite einen kleinen Turm und einen spitzbogigen Eingang an der Südseite. An der Empore ist die Inschrift "ERECTUM AB ANTONIO DORLAR SABINO ET AB INCOLIS HULUS PAGI A´O 1667" angebracht.